# يوروب (فرقة)

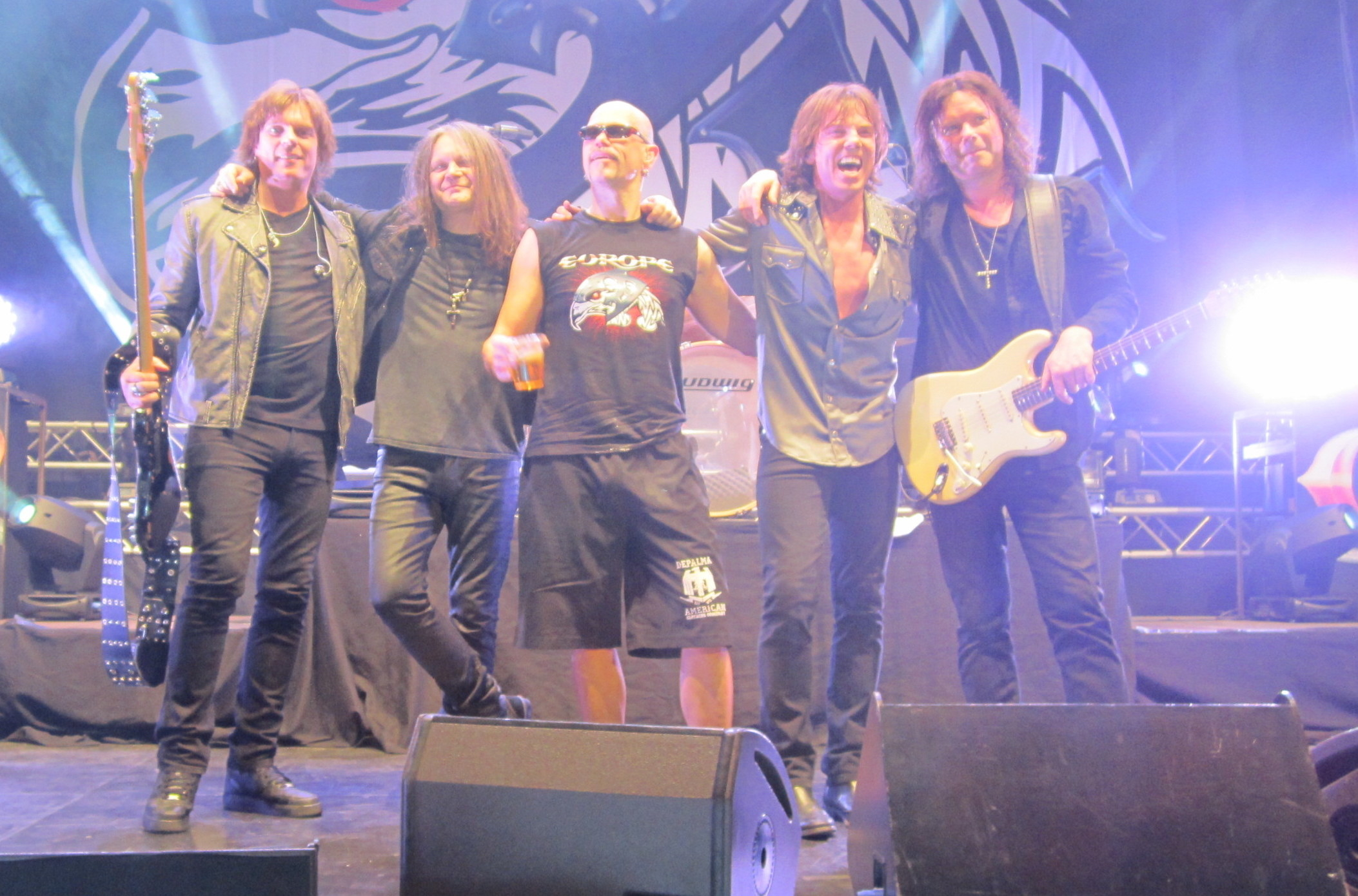
فرقة أوروبا الغنائية سنة 2014م.

يوروب أو أوروبا (بالإنجليزية: Europe) ، هي فرقة غنائية سويدية ظهروا في مناسبات غنائية سنة 1979م وتوقف سنة 1992م، وعادوا لأداء الأغنية منذ عام 2003م، ومن أشهر أغانيهم «ذا فاينال كاونتاون».

## وصلات خارجية
- أوروبا على موقع IMDb (الإنجليزية)
- أوروبا على موقع روتن توميتوز (الإنجليزية)
- أوروبا على موقع ميوزك برينز (الإنجليزية)
- أوروبا على موقع أول موفي (الإنجليزية)
- أوروبا على موقع أول ميوزيك (الإنجليزية)
- أوروبا على موقع ديسكوغز (الإنجليزية)
- Europe's Official website
- Europe's official MySpace page
- Europe's official YouTube page
- Europe's official blog